# Ботка, Николай Петрович
Николай Петрович Ботка (род. 12 февраля 1949, Староселье, Гомельская область) — российский политик, общественный деятель. Депутат Государственной Думы Федерального Собрания Российской Федерации III созыва.

## Биография
В 1969 окончил Ленинградский техникум промышленной теплотехники, в 1978 — филологический факультет Ленинградского государственного университета (ЛГУ).
В 1969-71 служил в ракетных войсках.
В 1978-79 — заместитель начальника отделения АОПП «Пулково». В 1980 — 83 — начальник участка на Байкало-Амурской магистрали в г. Северо-Байкальске.
В 1983-88 — заместитель директора Гатчинского мебельного комбината, затем — заместитель директора Сиверского ЛПХ.
В июне 1988 организовал один из первых производственных кооперативов Ленинградского района «Оредеж». На его основе был создан дорожно-строительный кооператив, переросший в крупную строительную компанию — ЗАО "Промышленно-строительная группа «БиК».
С 1994 — генеральный директор ЗАО «БиК».
14 декабря 1997 был избран депутатом Законодательного собрания Ленинградской области второго созыва.

### Депутат госдумы
В Государственной Думе в январе 2000 зарегистрировался в депутатской фракции «Единство». Член политсовета ОПОД «Единство».